# Rusland
Rusland – wieś w Anglii, w Kumbrii. W 1870–1872 wieś liczyła 178 mieszkańców.